# Heřmaň (Jeřišno)
Heřmaň (německy Herschmann) je část obce Jeřišno v okrese Havlíčkův Brod. Nachází se na jihu Jeřišna. V roce 2009 zde bylo evidováno 15 adres. V roce 2001 zde žilo 5 obyvatel.
Heřmaň leží v katastrálním území Jeřišno o výměře 5,33 km2.

## Pamětihodnosti
- Kostel svatého Václava v Heřmani

## Fotogalerie

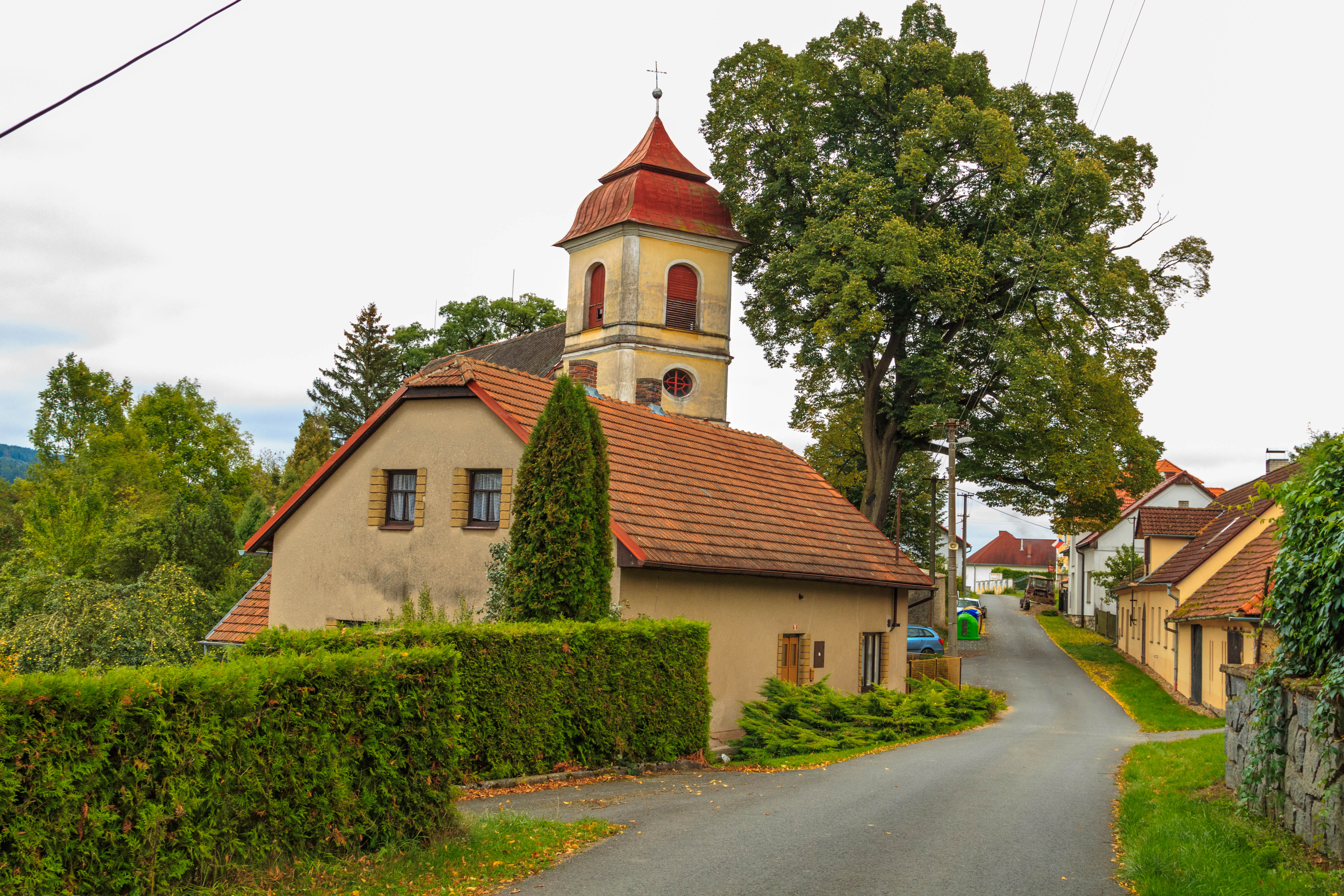
Kostel sv. Václava
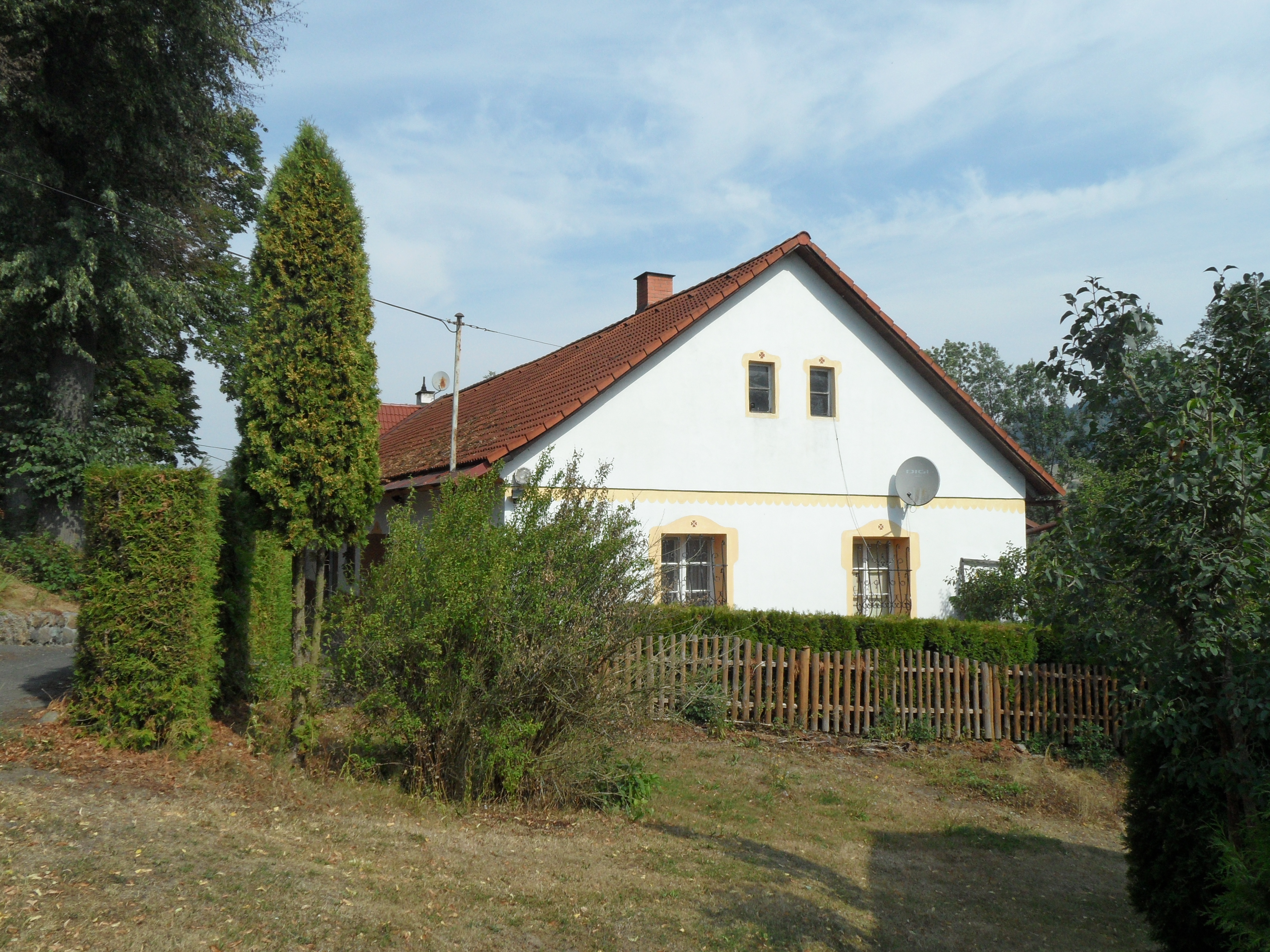
Dům nedaleko kostela
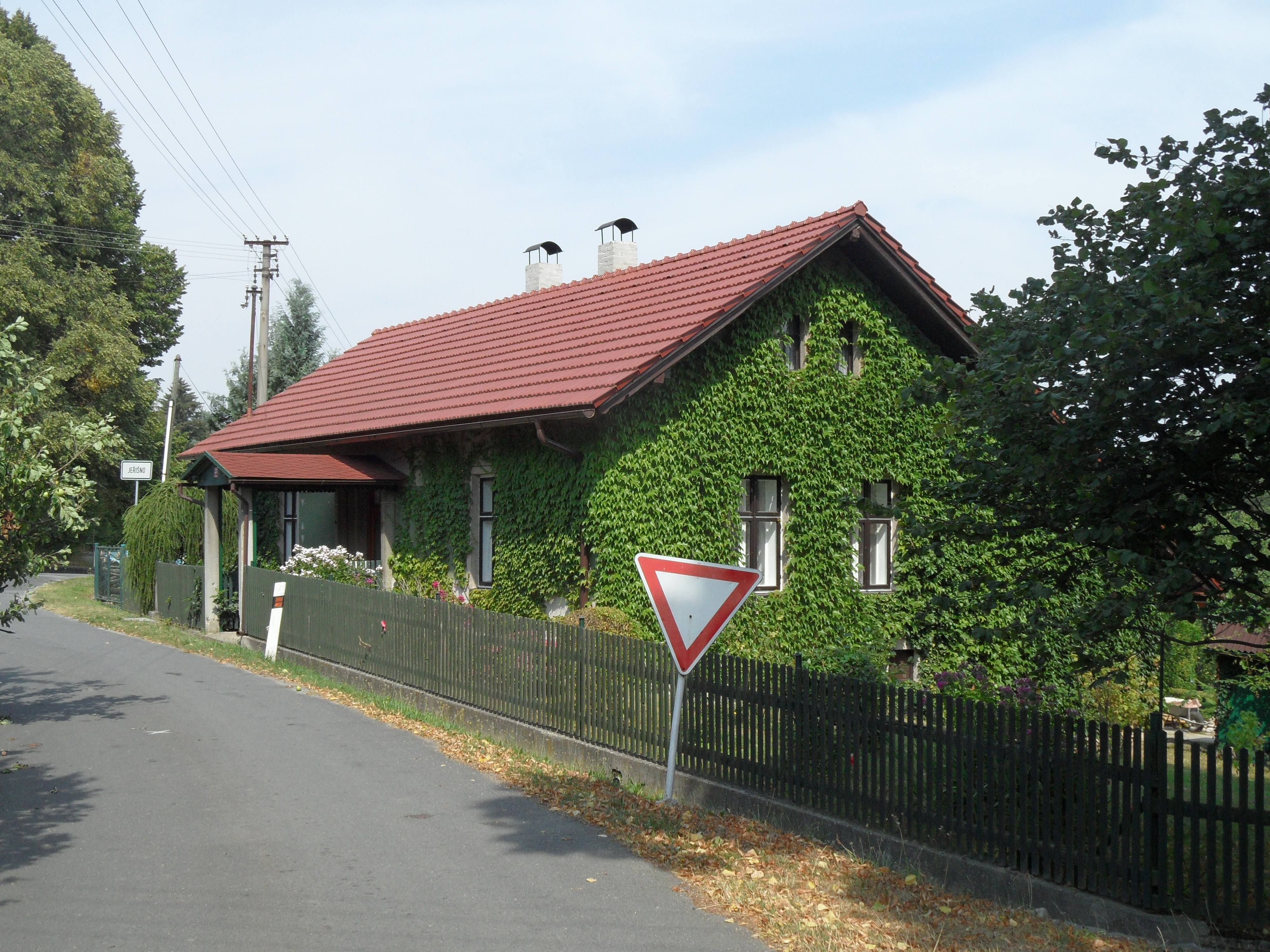
Dům s popínavými rostlinami
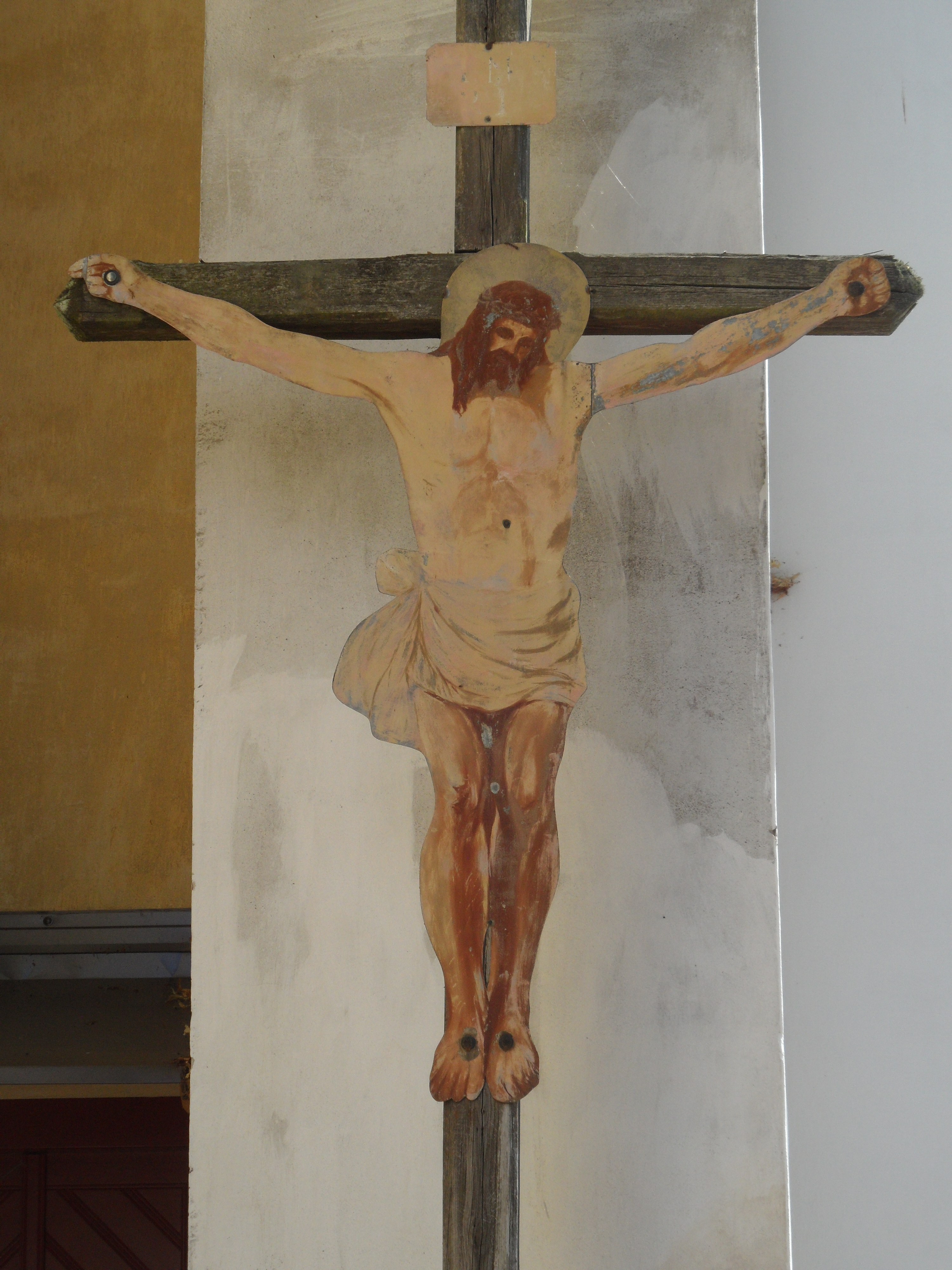
Detail křížku u kostela